# Halleria
Halleria, rod grmova ili polugrmova i drveća iz porodice Stilbaceae, red medićolike (Lamiales). Sastoji se od pet vrsta iz Afrike, Arapskog poluotoka  i Madagaskara. Tipična vrsta je Halleria lucida, zimzeleno drvo ili veliki grm (privlačno pticama), često s više stabljika, s raširenom krošnjom i atraktivnim sjajnim svijetlozelenim lišćem na lučnim i visećim granama. 

## Etimologija
Rod Halleria je dobio ime po Albrechtu von Halleru (1708-77), švicarskom profesoru botanike u Gottingenu.

## Opis
Opisan je u Species Plantarum 2: 625. 1753. 
Grmovi i manja stabla.

## Vrste
1. Halleria elliptica L.
2. Halleria ligustrifolia Baker
3. Halleria lucida L.
4. Halleria ovata Benth.
5. Halleria parviflora Bonati